# Pequena Bonaire

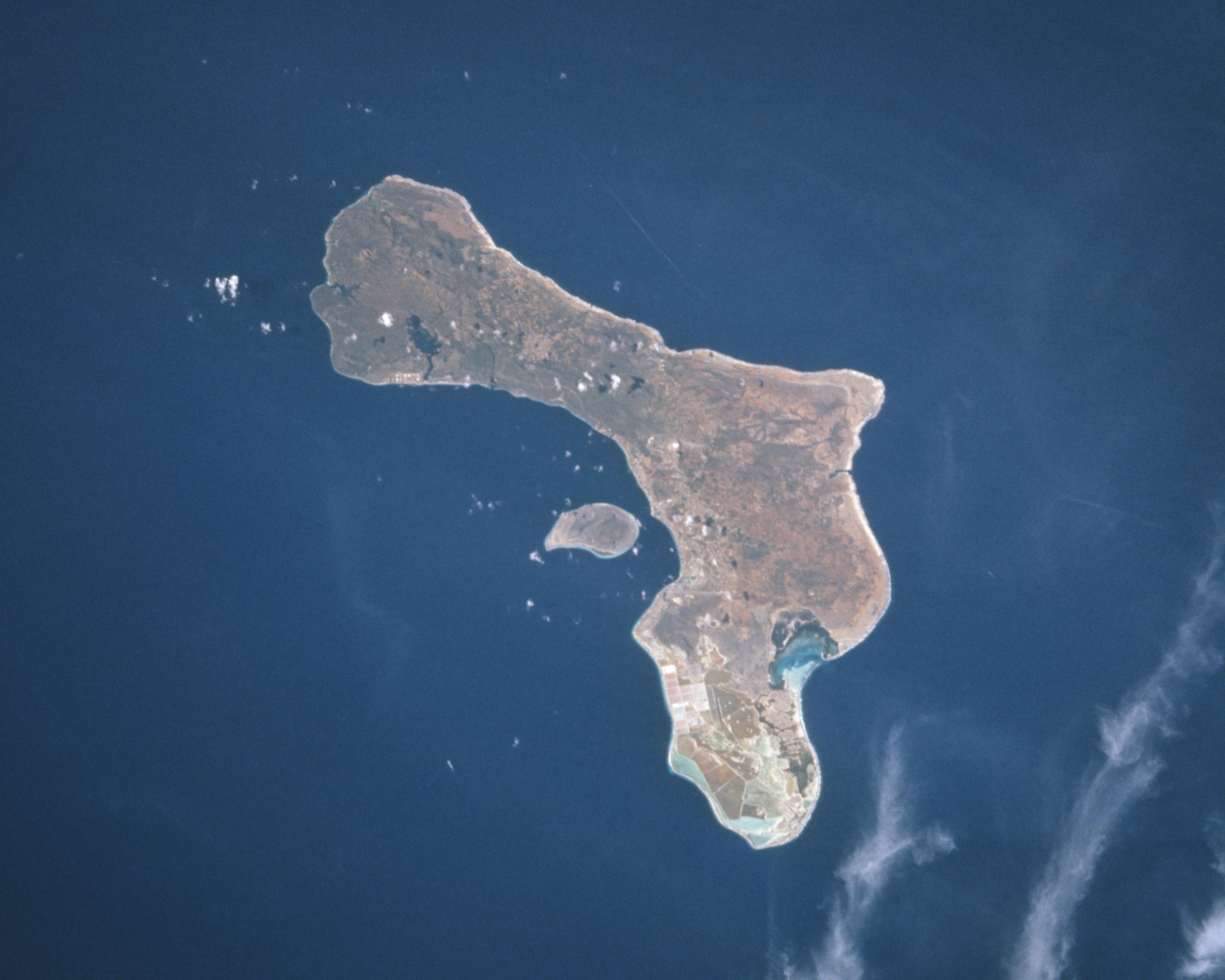
Pequena Bonaire é a ilhota arredondada no centro da imagem, situado no crescente de Bonaire

Pequena Bonaire (em neerlandês: Klein Bonaire) é uma pequena ilha desabitada na costa ocidental da ilha caribenha de Bonaire.

## Geografia
A ilhota, que fica próximo à meia-lua formada pela ilha principal tem 6 quilômetros quadrados e é extremamente plana, levantando não mais de dois metros acima do nível do mar. As únicas estruturas são algumas ruínas de cabanas de escravos (pequenas, estruturas de um único quarto que datam do período da escravidão da região).
A distância entre a costa de Bonaire e a costa de Pequena Bonaire é de cerca de 800 metros no ponto mais próximo. A distância é frequentemente atravessada por barcos particulares e comerciais e pode ser feito em caiaque com certa dificuldade. A principal atração para os visitantes é o mergulho e o esnórquel nos recifes de coral que cercam na ilhota.

## História
Em 1868, Pequena Bonaire foi vendida a um particular chamado Angel Jeserun e permaneceu em mãos privadas até 1999, quando foi comprada pelo governo de Bonaire, o Fundo Mundial para a Natureza, e a Fundação para a Preservação de Pequena Bonaire por 9 milhões de florim das Antilhas Neerlandesas (5 milhões de dólares estadunidenses). Pequena Bonaire agora faz parte do Parque Nacional Marinho de Bonaire. Os planos de longo prazo incluem a reintrodução da vegetação nativa.